# Emilio Estévez
Emilio Estévez (Staten Island, Nueva York, 12 de mayo de 1962) es un actor, director y guionista estadounidense. Alcanzó su popularidad durante los 80 junto con el grupo de actores adolescentes conocido como brat pack. Entre sus trabajos más relevantes destacan The Breakfast Club, Young Guns, Bobby, St. Elmo's Fire o The Mighty Ducks.
Su padre Martin Sheen y sus hermanos: Charlie Sheen, Ramón Estévez y Renée Estévez también se dedican profesionalmente al mundo de la interpretación.

## Biografía

### Comienzos
Emilio Estévez nació en Staten Island, Nueva York. Es el hijo mayor del actor Martin Sheen (cuyo nombre real es Ramón Estévez), de origen español, y la artista Janet Templeton. Sus hermanos son Ramón Estévez, Charlie Sheen (nacido Carlos Estévez), y Renée Estévez. Inicialmente asistió a la escuela pública en Nueva York, pero fue trasladado a un prestigioso colegio privado una vez que la carrera de su padre despegó. Vivió en el Upper West Side de Manhattan, hasta que su familia se mudó a la costa oeste en 1968, cuando contrataron a Sheen en Catch-22. Creció en Malibú, California, rechazó la escuela privada local (que era "para los padres que tienen todo menos una relación con sus hijos") a favor de la escuela pública Santa Monica High School. Cuando Emilio Estévez tenía 11 años, su padre le compró a la familia una cámara de vídeo portátil. Emilio Estévez, su hermano Charlie y sus amigos de secundaria, Sean Penn, Chris Penn, Chad Lowe y Rob Lowe utilizaron la cámara para hacer cortometrajes, que a menudo escribía Emilio Estévez. También apareció en un corto antinuclear producido en su escuela secundaria, titulado Meet Mr. Bomb ("Conoce al señor Bomba"). Emilio tenía 14 años cuando acompañó a su padre a las Filipinas, donde Sheen estaba rodando Apocalypse Now.  Apareció como extra en Apocalypse Now, pero las escenas fueron suprimidas. Al regresar a Los Ángeles, coescribió y protagonizó una obra de teatro de secundaria sobre los veteranos de Vietnam llamado Echoes of an Era e invitó a sus padres a verla. Sheen recuerda maravillado la actuación de su hijo y "comenzó a darse cuenta: Dios mío, él es uno de nosotros". Después de graduarse en Santa Mónica en 1980, se negó a ir a la universidad y en su lugar empezó su carrera de actor. A diferencia de su hermano Charlie, Emilio y sus otros hermanos, Ramón y Renée, no adoptaron el apellido artístico de su padre. Emilio admitió que le gustaba la alineación de sus iniciales "E" y que "no quería entrar en el negocio como el hijo de Martin Sheen". También confesó que se sentía orgulloso de su linaje hispánico y que siempre estuvo contento con la decisión de no cambiar su nombre como lo hicieron su padre y su hermano.

### Carrera
Su primer papel fue en un drama producido por la orden católica Paulista. Poco después, hizo su debut en el escenario con su padre en Mister Roberts en el teatro del restaurante de Burt Reynolds en Jupiter, Florida (este fue el único trabajo en el que su padre nunca lo puso). Desde entonces, padre e hijo trabajaron juntos en la película de 1982 de ABC-TV sobre menores en la cárcel, en la que Emilio hizo el casting.
Emilio Estévez recibió gran atención durante la década de 1980 por ser miembro del Brat Pack y fue reconocido como el líder del grupo de jóvenes actores. Emilio Estévez y Rob Lowe estableció el Brat Pack a partir de la película The Outsiders basado en la novela del mismo nombre. Lowe fue elegido como el hermano mayor de C. Thomas Howell, Sodapop y Estévez como Dos Bits Matthews. Durante la producción, también se acercó a su personaje como un hombre relajado y pensó que el interés de dos bits en Mickey Mouse, que se muestra por su uniforme de Mickey Mouse y viendo dibujos animados.
Entre sus otros papeles primerizos se encuentran proyectos de la NBC-TV Nightmares y Tex, la versión cinematográfica de la novela de S.E. Hinton. Él compró los derechos cinematográficos de un tercer libro de Hinton, That Was Then... This Is Now, y escribió el guion. Su padre predijo que tendría que sentir todo el peso de la dirección, a quien describió como "un oficial, no un soldado".
Después de The Outsiders, Emilio Estévez apareció como el punk-roquero Otto en la película de culto Repo Man antes de coprotagonista en El club de los 5 y St. Elmo's Fire. Tras el éxito de estas películas, That Was Then... This Is Now (historia que él coescribió), la película de terror Maximum Overdrive (por la que fue nominado para un premio Golden Raspberry), y el drama criminal  Wisdom (el cual dirigió). Emilio Estévez fue la primera elección para interpretar al soldado Chris Taylor en Platoon, pero se vio obligado a abandonar después de que la producción se retrasó dos años; el papel finalmente fue para su hermano menor, Charlie Sheen. Luego pasó a interpretar papeles principales en la comedia/acción Stakeout y los westerns de Young Guns y Young Guns II. Dirigió a su hermano Carlos en el filme Dos Chalados Y Un Fiambre sobre un par de basurero; Estévez indicó más adelante: "La gente se me acerca en la calle y me cuentan que es la comedia más graciosa que han visto... lo que hace cuestionarme cuántas películas han visto en su vida".
A principios de los años 1990, protagonizó The Mighty Ducks como el entrenador Gordon Bombay, un abogado y antiguo prodigio del hockey en busca de olvidar el pasado, obligado a entrenar a un equipo de hockey como una forma de servicio a la comunidad. La película resultó ser una de las franquicias más exitosas de Disney. Fue seguida por dos secuelas. Por aquella época también vio la luz la secuela de Stakeout; Another Stakeout.
Emilio Estévez ha actuado junto a su padre en varias ocasiones. Protagonizó (y también dirigido) en 1996 Guerra en casa, en la que interpretó a un veterano de la Guerra de Vietnam que se trata de un trastorno de estrés postraumático, mientras que Sheen interpretó a un padre poco comprensivo. Él también fue estrella invitada en un episodio de The West Wing como una versión más joven del personaje de su padre (Jed Bartlet).
Emilio Estévez también apareció en un papel sin acreditar en la exitosa película de acción Misión: Imposible. De 1998 a 1999, él apareció en tres películas para televisión: Un dólar por los muertos (1998), Late Last Night (1999), y Rated X (2000), que también dirigió. En el año 2000, Emilio Estévez protagonizó Sand, como parte de un reparto que incluía también Denis Leary, Jon Lovitz, Harry Dean Stanton y Julie Delpy.
En 2003, hizo su debut como actor de voz cuando él ayudó a traducir Los Reyes Magos. Más tarde, Emilio Estévez protagonizó The LA Riot Spectacular y también puso voz en la película Arthur y los Minimoys. En 2006 estrenó su filme más ambicioso Bobby (que le llevó 6 años escribir el guion). Desordenadamente no tuvo éxito inicial, lo cual lo dejó al borde de la bancarrota. Pero obtuvo más fortuna en Europa. El filme en sí recibió críticas favorables, fue nominado como mejor película en los Globos de Oro y recibió una clamorosa ovación de 7 minutos en Venecia.
En 2008 fue estrella invitada en la comedia de enredo de su hermano Dos hombres y medio como un viejo amigo del personaje de Charlie Sheen (su padre Martin Sheen tuvo también un papel como estrella invitada en 2005).
En una entrevista realizada un mes después del homenaje a John Hughes en los Oscars de 2010 explicó su ausencia debida a la timidez: "Nunca he sido un tipo que buscaba publicidad para sí mismo".
En 2010 estrenó la película  The Way, que dirigió, produjo y escribió. La película fue lanzada a través de su propia productora Estevez Sheen Productions (una filial de Warner Bros.).

## Filmografía
| Año  | Título                       | Papel                        | Notas                        |
| ---- | ---------------------------- | ---------------------------- | ---------------------------- |
| 1979 | Apocalypse Now               | Mensajero                    | Escena eliminada             |
| 1982 | Tex                          | Johnny Collins               |                              |
| 1983 | Rebeldes                     | Keith "Two-Bit" Mathews      |                              |
| 1983 | Nightmares                   | J.J. Cooney                  | Segmento: Bishop of Battle   |
| 1984 | Repo Man                     | Otto Maddox                  |                              |
| 1985 | El club de los 5             | Andrew Clark                 |                              |
| 1985 | St. Elmo's Fire              | Kirby "Kirbo" Keger          |                              |
| 1985 | That Was Then... This Is Now | Mark Jennings                | Guionista                    |
| 1986 | Maximum Overdrive            | Bill Robinson                |                              |
| 1986 | Wisdom                       | John Wisdom                  | Director/Guionista           |
| 1987 | Stakeout                     | Detective Bill Reimers       |                              |
| 1988 | Never on Tuesday             | Conductor de camión          | Cameo                        |
| 1988 | Young Guns                   | Billy the Kid                |                              |
| 1990 | Young Guns II                | Billy the Kid                |                              |
| 1990 | Men at Work                  | James St. James              | Director/Guionista           |
| 1992 | Freejack                     | Alex Furlong                 |                              |
| 1992 | The Mighty Ducks             | Gordon Bombay                |                              |
| 1993 | Loaded Weapon 1              | Sargento Jack Colt           |                              |
| 1993 | Another Stakeout             | Det. Bill Reimers            |                              |
| 1993 | Judgment Night               | Francis Howard "Frank" Wyatt |                              |
| 1994 | D2: The Mighty Ducks         | Gordon Bombay                |                              |
| 1995 | The Jerky Boys: The Movie    |                              | Productor ejecutivo          |
| 1996 | Mision: Imposible            | Jack Harmon                  | No acreditado                |
| 1996 | The War at Home              | Jeremy Collier               | Director/Productor           |
| 1996 | D3: The Mighty Ducks         | Gordon Bombay                |                              |
| 1999 | Late Last Night              | Dan                          |                              |
| 2000 | Sand                         | Trip                         |                              |
| 2000 | Rated X                      | Jim Mitchell                 | Director                     |
| 2003 | Los Reyes Magos              | Jimmy                        | No acreditado, Voz           |
| 2005 | L.A. Riot Spectacular        | Laurence Powell              |                              |
| 2005 | Culture Clash in AmeriCCa    |                              | Solo dirección               |
| 2006 | Arthur y los Minimoys        | Ferryman                     | Voz                          |
| 2006 | Bobby                        | Tim Fallon                   | Director/Guionista           |
| 2010 | The Way                      | Daniel Avery                 | Director/Guionista/Productor |
| 2018 | La Biblioteca (The Public)   | Stuart Goodson               | Director/Guionista           |

| Año         | Título                                                 | Papel                            | Notas                                                                         |
| ----------- | ------------------------------------------------------ | -------------------------------- | ----------------------------------------------------------------------------- |
| 1980        | Insight                                                |                                  | Episodio: Going Nowhere                                                       |
| 1981        | To Climb a Mountain                                    |                                  |                                                                               |
| 1982        | Making the Grade                                       |                                  | Episodio: 1.5                                                                 |
| 1982        | In the Custody of Strangers                            | Danny Caldwell                   | ABC                                                                           |
| 1987        | Funny, You Don't Look 200: A Constitutional Vaudeville | Como el mismo/Soldado de Vietnam | Documental                                                                    |
| 1989        | Nightbreaker                                           | Dr. Alexander Brown (Pasado)     | TNT                                                                           |
| 1994        | Saturday Night Live                                    | Presentador                      |                                                                               |
| 1994        | The Legend of Billy the Kid                            | El mismo                         | Entrevista en el set de Young Guns II                                         |
| 1998        | Dollar for the Dead                                    | Cowboy                           | TNT                                                                           |
| 1999        | Late Last Night                                        | Dan                              | Película para televisión                                                      |
| 2000        | Rated X                                                | James Lowell "Jim" Mitchell      | Showtime, película para televisión                                            |
| 2001        | Jon Bon Jovi                                           | El mismo                         | Entrevista                                                                    |
| 2002        | After Dark: South Beach                                | Narrador                         | Especial tevisivo                                                             |
| 2003        | The West Wing                                          | Un joven Josiah "Jed" Bartlet    | Episodio: Twenty Five Cameo                                                   |
| 2003 - 2004 | The Guardian                                           |                                  | Director: Episodio: Hazel Park Episodio: All is Mended Episodio: The Watchers |
| 2004 - 2005 | Cold Case                                              |                                  | Director Episodio: The Sleepover Episodio: Wishing                            |
| 2005        | CSI: NY                                                |                                  | Director Episodio: The Dove Commission Episodio: The Closer                   |
| 2005        | Close to Home                                          |                                  | Director Episodio: Baseball Murder                                            |
| 2005        | Criminal Minds                                         |                                  | Director                                                                      |
| 2008        | Numb3rs                                                |                                  | Episodio: Charlie Don't Surf Director                                         |
| 2008        | Two and a Half Men                                     | Andy                             | Episodio: The Devil's Lube                                                    |
| 2020        | The Mighty Ducks: Game Changers                        | Gordon Bombay                    | Papel principal                                                               |

## Galardones
| Premio                                    | Año  | Categoría                             | Trabajo           | Personaje                                                                                             | Resultado |
| ----------------------------------------- | ---- | ------------------------------------- | ----------------- | --- | --------- |
| ALMA Awards                               | 1998 | Mejor director latino                 | The War at Home   | Director                                                                                              | Nominado  |
| ALMA Awards                               | 1998 | Mejor actor                           | The War at Home   | Jeremy Collier                                                                                        | Nominado  |
| ALMA Awards                               | 2006 | Mejor guion                           | Bobby             | Guionista                                                                                             | Nominado  |
| ALMA Awards                               | 2006 | Mejor director                        | Bobby             | Director                                                                                              | Nominado  |
| ALMA Awards                               | 2006 | Mejor película                        | Bobby             | Director/Guionista                                                                                    | Nominado  |
| Broadcast Film Critics Association Awards | 2006 | Mejor plantel                         | Bobby             | Compartido con todos los actores y actrices del filme                                                 | Nominado  |
| Hollywood Film Festival                   | 2006 | Mejor plantel                         | Bobby             | Compartido con todos los actores y actrices del filme                                                 | Ganador   |
| Western Heritage Awards                   | 1989 | Mejor western                         | Young Guns        | "Compartido con: Charlie Sheen, Lou Diamond Phillips, Kiefer Sutherland, John Fusco, Christopher Cain | Ganador   |
| Asociación de críticos de cine de Phoenix | 2006 | Mejor director                        | Bobby             | Director                                                                                              | Ganador   |
| Premios Razzie                            | 1987 | Peor actor                            | Maximum Overdrive | Bill Robinson                                                                                         | Nominado  |
| Globos de Oro                             | 2006 | Mejor película                        | Bobby             | Director                                                                                              | Nominado  |
| Screen Actors Guild Awards                | 2007 | Mejor actuación por parte del reparto | Bobby             | Compartido con todos los actores y actrices del filme                                                 | Nominado  |
| Festival de Venecia                       | 2006 | Mejor película                        | Bobby             | Director/Guionista                                                                                    | Nominado  |
| Festival de Venecia                       | 2006 | Mejor película biográfica             | Bobby             | Director/Guionista                                                                                    | Ganador   |